# Bastwad, Raybag
Bastwad là một làng thuộc tehsil Raybag, huyện Belgaum, bang Karnataka, Ấn Độ.